# Hunter, Oklahoma
Hunter är en kommun (town) i Garfield County i Oklahoma. Vid 2010 års folkräkning hade Hunter 165 invånare.